# Linje 2A
|  | Denne artikel omhandler buslinje 2A i København. For linjen med samme nummer i Aarhus, se A-bus (Aarhus). |
Linje 2A er en buslinje i København, der kører mellem Tingbjerg, Gavlhusvej og Refshaleøen (evt. Operaen på Holmen). Linjen er en del af Movias A-busnet og er udliciteret til Arriva, der driver linjen fra sit garageanlæg i Gladsaxe. Med ca. 7,1 mio. passagerer i 2024 er den en af de mest benyttede af Movias buslinjer. Linjen betjener blandt andet Brønshøj, Frederiksberg, Indre By og Christianshavn.
Linje 2A blev oprettet mellem Tingbjerg og Københavns Lufthavn 20. oktober 2002. Ved oprettelsen erstattede den dele af linje 2, 5, 9, 11 og 19. I 2004 blev den afkortet fra Lufthavnen til den nuværende Kastrup st., men derefter var linjeføringen forholdsvis stabil i en årrække. I forbindelse med åbningen af Cityringen og indførelsen af Nyt Bynet blev linjen imidlertid omlagt til Refshaleøen. I december 2019 overgik driften på linje 2A til elektriske ledbusser, der oplades ved endestationerne.

## Historie
Linje 2A blev oprettet sammen med linje 5A 20. oktober 2002 som de første linjer i det nye A-busnet, der etableredes i 2002-2003. Baggrunden for etableringen var anlæggelsen af metroen, hvis første etape indviedes 19. oktober 2002, og som gav store påvirkninger for det københavnske busnet. I den forbindelse valgte man at nytænke nettet med seks grundlæggende stambuslinjer med direkte linjeføringer og hyppig drift suppleret af et antal andre linjer. I de første planer fra 2000 var en de seks foreslåede stambuslinjer en linje med arbejdsnummeret S4 fra Tingbjerg via Godthåbsvej, Langebro og Lergravsparken st. til Københavns Lufthavn. Linjen ville erstatte linje 8 til Tingbjerg, linje 2 og 11 ad Godthåbsvej og linje 9 og 19 til Lufthavnen hhv. Hedegårdsvej.
Efterhånden som planerne blev mere konkrete, skete der en større ændring. I stedet for at køre ad Langebro - Njalsgade - Øresundsvej blev linjen ført ad Vindebrogade - Knippelsbro - Torvegade som den hidtidige linje 2 og derefter ad Holmbladsgade - Østrigsgade som linje 5. På den måde kom den nye linje 2A til at erstatte dele af linje 5 og store dele af linje 2, mens den samtidigt oprettede linje 5A erstattede andre dele.
Linjen blev som nævnt etableret 20. oktober 2002 og kørte fra starten mellem Tingbjerg, Gavlhusvej og Lufthavnen, idet strækningen mellem Hedegårdsvej og Lufthavnen kun betjentes på nogle afgange. Allerede et halvt års tid efter, 23. maj 2003, blev linjen dog omlagt i Kastrup, så der kørtes ad Kastrupvej - Alleen i stedet for via Hedegårdsvej. Afgange der endte der fik samtidig endestationen flyttet til Ved Stationen. 24. oktober 2004 blev linjen dog afkortet til Ved Stationen, da Alleen blev spærret som følge af byggeriet af metroens Østamagerbanen. Denne åbnede 28. september 2007 med en ny Kastrup st. ved linje 2A's endestation. Åbningen af metroen medførte imidlertid også et formindsket behov for busser i området, så 21. oktober 2007 afkortedes linje 2A på hver anden afgang til Lergravsparken st.
I den anden ende af linjen blev planer om ændringer på papiret. I 2003 lagde det daværende Hovedstadens Udviklingsråd i sin Trafikplan 2003 op til flere udvidelser af A-busnettet efter 2005, heriblandt en omlægning og forlængelse af linje 2A fra Tingbjerg af en påtænkt busvej til Mørkhøjvej og herfra ad Gladsaxe Møllevej til Gladsaxe Trafikplads. På den måde ville linjen få forbindelse til S-busserne på Ring 3 og på sigt den planlagte letbane der. Planen var dog betinget af busvejen, hvis manglende anlæggelse havde forhindret oprettelsen af linje 450S tilbage i 1996-1997. Heller ikke denne gang blev det til noget, og linje 2A ender stadig i Tingbjerg.
24. marts 2013 blev de fleste københavnske A-buslinjer ændret til at køre døgnet rundt. For linje 2A betød det, at linjen erstattede den hidtidige natbuslinje 82N mellem Rådhuspladsen og Tingbjerg, der nedlagdes. 13. april 2014 byttede linje 2A rute med linje 4A i Sundbyøster, så der fremover kørtes ad Backersvej i stedet for ad Kastrupvej.
Indimellem har der været forskellige midlertidige omlægninger. Den mest langvarige fandt sted fra 10. december 2012 til 1. august 2013, da linjen måtte en tur om ad Strandlodsvej i retning mod Lergravsparken st. og Kastrup st. som følge af fjernvarmearbejde.

### Nyt Bynet
29. september 2019 åbnede Metroselskabet metrostrækningen Cityringen. Det berørte en række buslinjer, heriblandt linje 2A, som kom til at møde Cityringen flere steder undervejs, blandt andet ved de nye Aksel Møllers Have og Rådhuspladsen Stationer. Mange andre linjer blev også berørt, så derfor ændrede Movia store del af det københavnske busnet 13. oktober 2019 til det, de kaldte for Nyt Bynet. Grundlaget for ændringerne blev skabt i forbindelse med udarbejdelse af Trafikplan 2016, der blev godkendt af Movias bestyrelse 23. februar 2017. Planerne blev efterfølgende mere konkrete med præsentationen af Nyt Bynet i januar 2018 med enkelte efterfølgende ændringer.
Nyt Bynet betød at linje 2A kom til at køre som hidtil fra Tingbjerg til Christianshavns Torv. Herfra kom den imidlertid til køre gennem Holmen i stedet for linje 9A med endestation på Refshaleøen. Enkelte afgange om aftenen kom dog til at ende ved Operaen. Kørslen på Amager overgik til linje 31, der forlængedes fra Vesterport st. via Christianshavns Torv, Backersvej og Kastrupvej til Kastrup st. Det skyldtes at strækningen mellem Lergravsparken st. og Kastrup st. ikke havde den frekvens, der normalt kræves af A-busser. Desuden kørte busserne her forholdsvist parallelt med den eksisterende metro. Metroen havde dog kapacitetsproblemer på strækningen ved Inderhavnen i myldretiden. Efter planerne kom frem, besluttede Københavns Borgerrepræsentation derfor, at linje 31 skulle køre med A-busfrekvens med otte afgange i myldretiden til Lergravsparken st. mod de planlagte fem.

### Elbusser
I forbindelse med et udbud af linjen med kontraktstart i december 2019 besluttede Movia at indføre drift med elbusser på den. Baggrunden var at Københavns Borgerrepræsentation tidligere havde besluttet, at der ved udbud fra 2019 og frem så vidt muligt skulle stilles krav om elbusser eller tilsvarende miljøvenlige løsninger. For linje 2A's vedkommende faldt valget på en løsning, hvor busserne oplades med pantografer ved ladestationer i Tingbjerg og på Refshaleøen. Der var i forvejen gjort forsøg med et par enkelte sådanne busser på linje 3A fra august 2016 til begyndelsen af 2019, men på linje 2A kom det til at omfatte samtlige linjens busser. I alt blev der anskaffet 21 ledbusser af typen VDL Citea SLFA 180, med 288 kWh batteri på 3 tons som lades med op til 450 kW i 6½ minut ad gangen. Ledbusserne giver større kapacitet på de enkelte afgange end de hidtidige 13,7 m-busser og gør det dermed muligt at reducere det samlede antal busser. En del af de hidtidige 13,7 m-busser af typen Volvo B12BLE-61/Vest blev overflyttet til linje 200S, mens resten blev udrangeret.
Elbusserne blev officielt sat i drift på linje 2A 8. december 2019. Samtidig blev der også indsat elbusser med opladning i garagen på linje 18. Det blev fejret ved et indvielsesarrangement på først Rådhuspladsen i Københavns Kommune og derefter ved Aksel Møllers Have i Frederiksberg Kommune. Det skete med taler og klipning af grønne bånd af transportminister Benny Engelbrecht, Københavns overborgmester Frank Jensen, Frederiksbergs borgmester Simon Aggesen og Movias administrerende direktør Dorthe Nøhr Pedersen. Arrangementet blev dog skæmmet lidt af, at deltagerne i arrangementet måtte vente forgæves ca. 20 minutter i regn på den ordinære linje 2A, der skulle have bragt dem fra Rådhuspladsen til Aksel Møllers Have, før en tilkaldt bus fik løst problemet.
En af de nye elbusser kom galt afsted 3. januar 2020. Knippelsbro var blevet akut spærret, så en chauffør forsøgte at foretage en U-vending på Torvegade. Midterledet kunne imidlertid ikke holde til det, idet bagenden kom ud i en for skarp vinkel, så bussen blev låst. Bussen måtte så hjælpes fri, efter at have holdt på tværs af gaden en halv times tid.
I februar 2020 gav chauffører på linjen udtryk for, at pantograferne på ladestationerne ofte var utilgængelige, når de skulle bruge dem. Movia erkendte at der da også havde været opstartsproblemer med den nye teknologi, hvilket havde ført til store forsinkelser den første tid. Der havde ikke været egentlige nedbrud på ladestationerne, men planlagt service og problemer med softwaren, der skulle løses med opdateringer, betød, at de måtte tages ud af drift på skift. Linjens drift var dog planlagt ud fra, at tre ud af fire ladestationer var i drift, mens den fjerde ville kunne undværes ved service, nedbrud og lignende.

## Linjeføring
Linje 2A kører mellem Tingbjerg og Refshaleøen. I Tingbjerg har linjen endestation i en lille busterminal på hjørnet af Terrasserne og Gavlhusvej. Herfra køres rundt om Tingbjerg ad Gavlhusvej - Langhusvej - Ruten, før der køres videre mod syd ad Åkandevej forbi Utterslev Mose. Derefter fortsættes ad Frederikssundsvej til Brønshøj Torv. Herfra går det videre ad Brønshøjvej, idet busser mod Tingbjerg dog det nærmeste stykke ved Brønshøj Torv må en tur om ad Krabbesholmvej. Så passeres Brønshøj Vandtårn, hvorefter linjen tager nogle sving ad de kurvede gader Gaunøvej - Annebergvej - Primulavej, før Godthåbsvej nås.
Godthåbsvej er en flere kilometer lang gade, som linje 2A kører ad i næsten hele dens udstrækning. Gaden svinger lige efter at have passeret Grøndal st. men herefter er det ligeud, også efter at gadenavnet skifter til først Rolighedsvej og siden Rosenørns Allé. På sidstnævnte passerer linje 2A midt mellem Radiohuset og Forum København, før gaden svinger op til Gyldenløvesgade. Med denne passeres Søerne og Søpavillonen, før linjen fortsætter videre ad H.C. Andersens Boulevard til Rådhuspladsen med Københavns Rådhus. Herfra køres videre ad Vesterbrogade forbi Tivolis hovedindgang og Axelborg, før der drejes ned ad Bernstorffsgade til busterminalen ved Hovedbanegården.
Efter Hovedbanegården går det videre ad Tietgensgade med Ny Carlsberg Glyptotek og Stormgade med Nationalmuseet. Stormbroen bringer linjen videre til Slotsholmen og Vindebrogade langs Thorvaldsens Museum, ad Christiansborg Slotsplads forbi Christiansborg og ad Børsgade forbi Børsen. Herefter fortsætter linjen over Knippelsbro til Christianshavn og Torvegade forbi Christianshavns Torv med Christianshavn st. og bygningen Lagkagehuset. Derefter linjen mod nord ad Prinsessegade forbi Vor Frelsers Kirke og Christiania, før den med Værftsbroen kommer til Holmen og Danneskiold-Samsøes Allé. Til sidst går det så det sidste stykke ad Kongebrovej og Refshalevej til endestationen på Refshaleøen.

## Fakta
- Linjeføring
  - Tingbjerg, Gavlhusvej – Terrasserne – Ruten – Åkandevej – Frederikssundsvej – Brønshøj Torv – Brønshøjvej – Gaunøvej – Annebjergvej – Primulavej – Godthåbsvej – Rolighedsvej – Rosenørns Allé – Gyldenløvesgade – H.C. Andersens Boulevard – Rådhuspladsen – Vesterbrogade – Bernstorffsgade – Hovedbanegården – Bernstorffsgade – Tietgensgade – Stormgade – Vindebrogade – Christiansborg Slotsplads – Børsgade – Knippelsbro – Torvegade – Prinsessegade – Danneskiold-Samsøes Allé – Kongebrovej – Refshalevej – Refshaleøen[36]

- Overordnede linjevarianter
  - Tingbjerg, Gavlhusvej – Refshaleøen[36]
  - Tingbjerg, Gavlhusvej – Operaen (kun enkelte afgange om aftenen)[36]

- Vigtige knudepunkter
  - Refshaleøen, Christianshavn st., Christiansborg, Glyptoteket, Hovedbanegården, Rådhuspladsen, Forum st., H.C. Ørsteds Vej, Falkoner Allé, Nordre Fasanvej, Grøndal st., Hulgårdsvej, Brønshøj Torv, Veksøvej.

- Materiel
  - 21 18 m elektriske ledbusser af typen VDL Citea SLFA 180 garageret hos Arriva, Gladsaxe.[37]

| 20-10-2002 | Connex, Ejby     |
| 23-10-2005 | Arriva, Glostrup |
| 16-03-2008 | Arriva, Ejby     |
| 24-03-2013 | Arriva, Gladsaxe |
| 08-12-2019 | Arriva, Ryvang   |
| 13-02-2022 | Arriva, Gladsaxe |

| År          | 2021      | 2022      | 2023      | 2024      |
| ----------- | --------- | --------- | --------- | --------- |
| Passagertal | 5.389.263 | 7.354.724 | 6.955.487 | 7.141.778 |

## Kronologisk oversigt
Nedenfor er der gjort rede for permanente og længerevarende midlertidige ændringer. Der er set bort fra ændringer af få dages varighed og de til tider temmelig omfattende ændringer ved sportsbegivenheder, demonstrationer, statsbesøg og lignende. For linje 2A er det typisk Christiansborg Slotsplads, der bliver berørt ved sådanne lejligheder. Alt afhængig af omfanget kan det betyde en mindre omlægning ad Christians Brygge og Slotsholmsgade eller en større ad Langebro og Amager Boulevard.
| Rutehistorik                    | Rutehistorik |
| Dato/periode                    | Ændring |
| ------------------------------- | --- |
| 20-10-2002                      | Linje 2A oprettes ad følgende rute: Tingbjerg, Gavlhusvej – Terrasserne – Ruten – Åkandevej – Frederikssundsvej – Brønshøj Torv – Brønshøjvej – Gaunøvej – Annebjergvej – Primulavej – Godthåbsvej – Rolighedsvej – Rosenørns Allé – Gyldenløvesgade – H.C. Andersens Boulevard – Rådhuspladsen – Vesterbrogade – Bernstorffsgade – Hovedbanegården – Bernstorffsgade – Tietgensgade – Stormgade – Vindebrogade – Christiansborg Slotsplads – Børsgade – Knippelsbro – Torvegade – Amagerbrogade – Holmbladsgade – Østrigsgade – Øresundsvej – Kastrupvej – Hedegårdsvej – Amager Strandvej – Ellehammersvej – Lufthavnen, udenrigsterminalen. Linjen erstatter dele af linje 2, 5, 9 og 11, der alle nedlægges, samt dele af linje 19, der afkortes. |
| 23-05-2003                      | Omlægges permanent i Kastrup ad Kastrupvej – Alléen – (Kastruplundgade – Ved Stationen – Kastrup, Ved Stationen) – Amager Strandvej – Lufthavnen, udenrigsterminalen. Hedegårdsvej betjenes ikke længere af linje 2A. Bytter således linjeføring i Kastrup med linje 12. |
| 10-06-2003 – 28-07-2003         | Omlægges ad H.C. Andersens Boulevard – Langebro – Amager Boulevard – Amagerbrogade pga. vejarbejde i Vindebrogade. |
| 17-10-2004                      | Afkortes til Kastrup st., så strækningen Alléen – Amager Strandvej – Ellehammersvej – Kastrup Lufthavn, udenrigsterminalen fremover ikke længere betjenes af linje 2A. En årsag er, at Alléen lukkes for biltrafik pga. metrobyggeriet. |
| Ca. april 2007 - ca. 28-05-2007 | Omlægges i retning mod Tingbjerg ad Terrasserne. |
| 28-09-2007                      | Kastrup st. genopstår, da metroen forlænges til lufthavnen. Linje 2A's endestation "Kastrup, Ved Stationen" omdøbes til "Kastrup st." |
| 21-10-2007                      | Cirka hver anden afgang afkortes til Lergravsparken st. pga. åbningen af metroens etape 3 til Lufthavnen. Afgangsfrekvensen på strækningen Lergravsparken st. – Kastrup st. halveres således. |
| 02-01-2012 – 03-09-2012         | Omlægges fra Bernstorffsgade ad Hammerichsgade – Jernbanegade i retning mod Rådhuspladsen. |
| 10-12-2012 - 01-08-2013         | Omlægges ad Holmbladsgade - Strandlodsvej - Lergravsvej i retning mod Lergravsparken st. og Kastrup st. Omlægningen skyldes fjernvarmearbejde. |
| 24-03-2013                      | Der indføres natdrift, så der fremover køres hele døgnet hele ugen, idet der dog kun køres hver time mellem Lergravsparken st. og Kastrup st. Natdriften erstatter hele linje 82N, der nedlægges. |
| 13-04-2014                      | Omlægges ad Backersvej mellem Øresundsvej og Hedegaardsvej. |
| 19-08-2015 - 23-10-2015         | Omlægges i retning mod Kastrup st. ad Frederikssundsvej - Bellahøjvej. Omlægningen skyldes vejarbejde. |
| 04-09-2017 - ca. 15-01-2018     | Omlægges i retning mod Kastrup st. ad Amagerfælledvej - Amager Boulevard. Omlægningen skyldes ombygning af Amagerbrogade. |
| 13-10-2019                      | Linjen omlægges så der i stedet for at køres til Kastrup st. fra Christianshavn st. køres ad Prinsessegade - Danneskiold-Samsøes Allé - Kongebrovej - Refshalevej til ny endestation på Refshaleøen. På enkelte afgange om aftenen betjenes Operaen i stedet for Refshaleøen med sløjfe ad Fabrikmestervej - Ekvipagemestervej - Orlogsværftsvej. Kørslen til Refshaleøen og Operaen erstatter linje 9A der omlægges. Strækningen fra Christianshavn st. til Kastrup st. overgår til linje 31 der forlænges. |
| 19-03-2021 - ca. 10-05-2021     | Omlægges i Tingbjerg så der køres direkte ad Terrasserne. Omlægningen skyldes vejarbejde. |
| 03-01-2022 - ca. 10-03-2022     | Omlægges i Tingbjerg så der køres direkte ad Terrasserne mod Refshaleøen. Omlægningen skyldes vejarbejde. |
| 15-06-2022 - ca. 30-09-2022     | Omlægges i Tingbjerg så der køres direkte ad Terrasserne mod Refshaleøen. Omlægningen skyldes vejarbejde. |
| 07-08-2023 - ca. 25-09-2023     | Omlægges ad Forlandet - Kløvermarksvej - Vermlandsgade - Torvegade. Omlægningen skyldes vejarbejde. |
| 23-10-2023 - ca. 25-07-2024     | Omlægges i Tingbjerg så der køres direkte ad Terrasserne i begge retninger. Ændret 4. april 2024 så der kun køres direkte ad Terrasserne i retning mod Tingbjerg. Omlægningen skyldes vejarbejde. |
| 05-08-2024 - ca. 28-10-2024     | Omlægges ad Sankt Annæ Gade - Dronningensgade i retning mod Tingbjerg og ad Torvegade - Vermlandsgade - Kløvermarksvej - Forlandet i retning mod Refshaleøen. Ture til Holmen kører videre ad Refshalevej - Kongebrovej - Danneskiold-Samsøes Allé. Omlægningen skyldes fjernvarmearbejde. |
| 14-08-2024 - ca. 30-09-2027     | Omlægges i Tingbjerg så der køres direkte ad Terrasserne i begge retninger. Omlægningen skyldes byggeri og kloakarbejde. |